# Philip Rastelli
Philip "Rusty" Rastelli' (31 de enero de 1918 - 24 de junio de 1991) fue un mafioso estadounidense y antiguo jefe de la familia criminal Bonanno, pasó casi todos los años de su reinado en prisión.

## Biografía
Rastelli nació y creció en Maspeth, Queens. Tenía tres hermanos (Carmine, Marinello y Augustus) y dos hermanas (Justina Devita y Antonette Brigandi). Estuvo muy involucrado en actividades de usura, extorsión y narcotráfico antes de unirse a la familia criminal Bonanno. Rastelli también tenía un food truck. Tras mudarse a Greenpoint, Brooklyn, donde vivió hasta su encarcelamiento, conoció a Dominick "Sonny Black" Napolitano, Carmine Galante, Joseph Bonanno y Joseph Massino y se hizo amigo íntimo de ellos.
El 3 de diciembre de 1953, Rastelli y un socio supuestamente dispararon a Michael Russo en Queens. Sin embargo, Russo sobrevivió al tiroteo y Rastelli, temiendo ser identificado, se ocultó. Durante el año siguiente, Connie, la mujer de Rastelli, se acercó en repetidas ocasiones a Rose, la mujer de Russo, ofreciéndole 5.000 dólares si su marido no identificaba a Rastelli. Rose rechazó el soborno en todas las ocasiones. A principios de diciembre de 1954, Russo fue tiroteado de nuevo y asesinado en Brooklyn. El 13 de diciembre de 1954, Connie Rastelli fue acusada de intentar sobornar a un testigo. Nunca se acusó a nadie del asesinato de Russo. Se cree que Connie fue asesinada en 1962 después de convertirse en informante; su cuerpo nunca fue encontrado.
En 1969, en un intento de restaurar el orden en la familia Bonanno, la Comisión nombró un panel de tres hombres para dirigir la familia. Este panel incluía a Rastelli, Joseph DiFilippi y Natale "Joe Diamonds" Evola.

### Jefe de la familia Bonanno
El 21 de julio de 1971, Rastelli fue procesado en Riverhead, Nueva York por cargos de usura. La red de usura, centrada en Babylon, Nueva York e Islip, Nueva York, cobraba a las víctimas entre un 250 y un 300% de interés anual y generaba más de un millón de dólares al año en ingresos para la familia Bonanno. El 28 de diciembre de 1972, Rastelli fue condenado en un tribunal estatal por siete cargos de usura.
El 28 de agosto de 1973, Evola, jefe de los Bonanno, murió de cáncer. El 23 de febrero de 1974, en una reunión en el Americana Hotel de Manhattan, la Comisión nombró jefe a Rastelli. Fue el primer miembro de la facción de Queens en dirigir la familia; los anteriores jefes habían procedido todos del lugar de nacimiento de la familia, en Brooklyn.
Aunque Rastelli fue respaldado por la Comisión, el verdadero poder en la familia pronto migró a su rival Carmine Galante, que salió de la cárcel al mismo tiempo.

### Primera condena
El 6 de marzo de 1975, Rastelli fue acusado de extorsión. Nueve años antes, Rastelli había creado una asociación de operadores de lunch wagon y se había hecho con el control del sector. Cualquier operador que se negara a unirse a la asociación y a pagar sus elevadas cuotas se enfrentaba a actos vandálicos y agresiones físicas. El 23 de abril de 1976, Rastelli fue condenado por extorsión en el Tribunal de Distrito de los Estados Unidos para el Distrito Este de Nueva York. El 27 de agosto de 1976, Rastelli fue condenado a 10 años de prisión, cumplidos consecutivamente a una sentencia estatal de cuatro años por conspiración, desacato criminal al tribunal y usura.
Encarcelado en Lewisburg, Pensilvania, los principales contactos de Rastelli con la familia Bonanno eran los mafiosos Dominick "Sonny Black" Napolitano y Joseph Massino.
En ausencia de Rastelli, Galante se hizo con el control de los Bonanno como jefe en funciones no oficial. Las familias del crimen de Nueva York se alarmaron ante el descarado intento de Galante de hacerse con el mercado de los narcóticos. El jefe de la familia criminal Genovese Frank Tieri comenzó a contactar con los líderes de la Cosa Nostra para crear un consenso para el asesinato de Galante, obteniendo incluso la aprobación del retirado Joseph Bonanno. En 1979, recibieron un impulso cuando Rastelli y Joseph Massino, solicitaron la aprobación de Commission para matar a Galante; la petición fue aprobada. Napolitano fue ascendido más tarde a caporegime, al igual que el pistolero Anthony Indelicato. Rastelli era ahora el jefe indiscutible, controlando las cosas desde detrás de las rejas mediante el uso de jefes en funciones como el antiguo mafioso de los Bonanno Salvatore "Sally Fruits" Ferrugia.
Mientras Rastelli estaba en prisión, Massino empezó a disputarse el poder con Dominick "Sonny Black" Napolitano, otro capo leal a Rastelli. Ambos se vieron amenazados por otra facción que pretendía derrocar al jefe ausente, liderada por los capos Alphonse "Sonny Red" Indelicato, Dominick "Big Trin" Trincera y Philip Giaccone. En un principio, la Comisión trató de mantener la neutralidad, pero en 1981, Massino recibió información de sus informadores de que los tres capos se estaban abasteciendo de armas automáticas y planeaban matar a los leales a Rastelli dentro de la familia Bonanno para hacerse con el control total. El 5 de mayo de 1981, los tres capos fueron asesinados.
El 21 de abril de 1983, Rastelli salió de prisión, y él y Massino ordenaron el asesinato del soldado de Bonanno Cesare Bonventre. Todavía fugitivo, Massino convocó a Salvatore Vitale, Louis Attanasio y James Tartaglione a su escondite y les dio la orden. Para entonces, aunque Rastelli seguía siendo oficialmente el jefe de la familia, Massino era considerado por la mayoría de los mafiosos como el jefe callejero de la familia y comandante de campo en todo menos en el nombre, así como el heredero aparente de Rastelli.

### Segunda pena de prisión
Rastelli fue detenido por violar la libertad condicional el 16 de agosto de 1984, debido a "asociarse con personas dedicadas a actividades delictivas".
En 1985, Rastelli fue acusado junto a otros líderes de la Cosa Nostra en el famoso Juicio de la Comisión de la Mafia. Ser expulsado de Mafia Commission debido a la infiltración de Donnie Brasco en realidad impidió que la familia Bonanno se viera envuelta en el Juicio de la Comisión, que condenó a prisión a muchos jefes y miembros de la Mafia. Sin embargo, cuando Rastelli fue acusado por separado de chantaje laboral, los fiscales decidieron apartarle del juicio de la Comisión. Al haber perdido previamente su puesto en la Comisión, los Bonanno sufrieron menos exposición que las demás familias en este caso.
El 14 de octubre de 1986, Rastelli fue condenado por 24 cargos de chantaje laboral.
El 16 de enero de 1987, Rastelli fue condenado a 12 años de prisión federal.

### Muerte
El 4 de junio de 1991, Rastelli recibió una liberación compasiva del Centro Médico Federal (FMC) en Springfield, Missouri. El 24 de junio de 1991, Rastelli murió en el Booth Memorial Hospital (ahora NewYork-Presbyterian Queens) en Flushing, Queens de cáncer de hígado a la edad de 73 años. Está enterrado en Saint John Cemetery en Middle Village, Queens. Massino asumió el cargo de jefe de la familia Bonanno tras la muerte de Rastelli.